# Machaerota subnasuta
Machaerota subnasuta är en insektsart som beskrevs av Maa 1949. Machaerota subnasuta ingår i släktet Machaerota och familjen Machaerotidae. Inga underarter finns listade i Catalogue of Life.